# Albert Maes (militair)

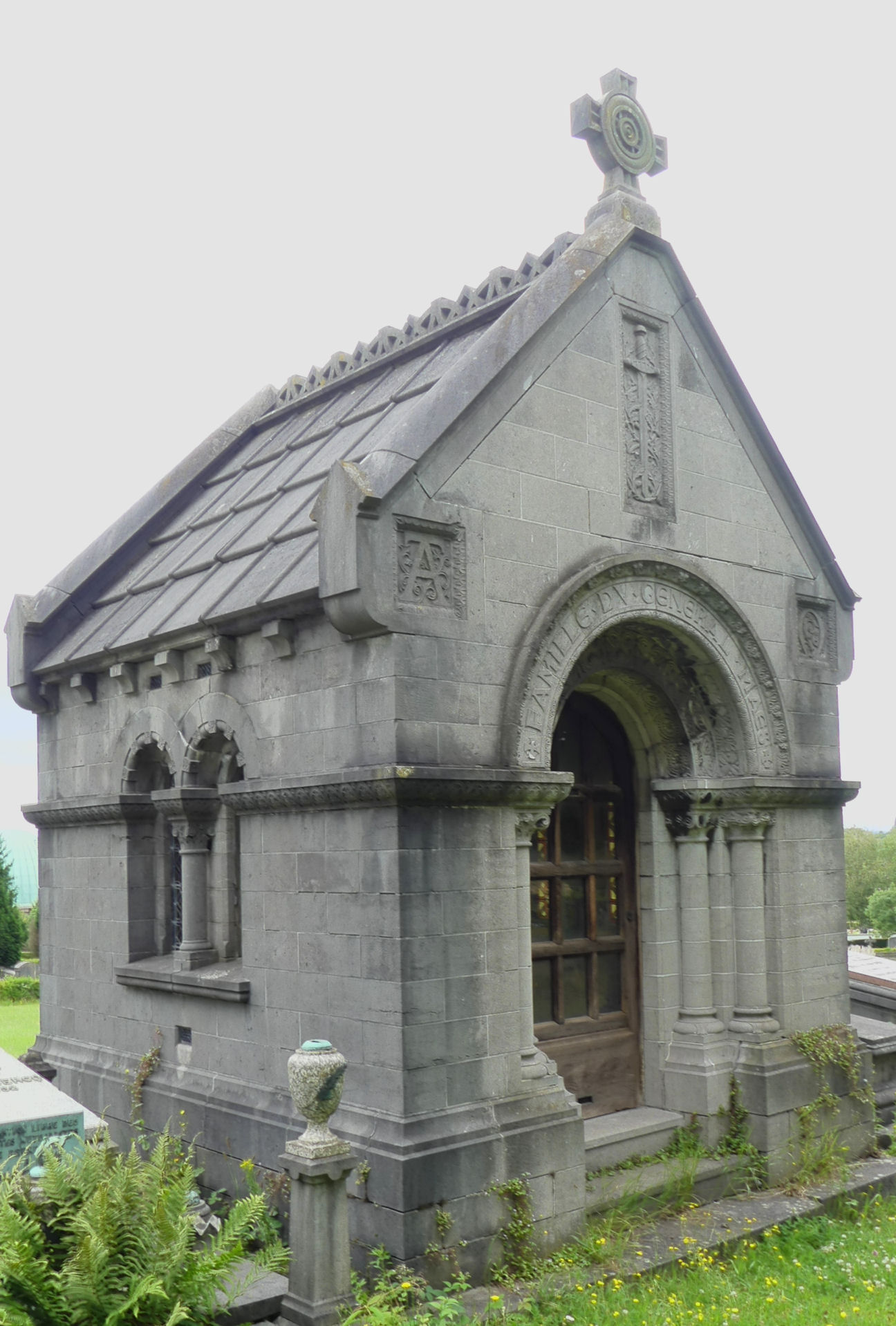
Grafkapel Maes-Thiery, begraafplaats van Sint-Gillis

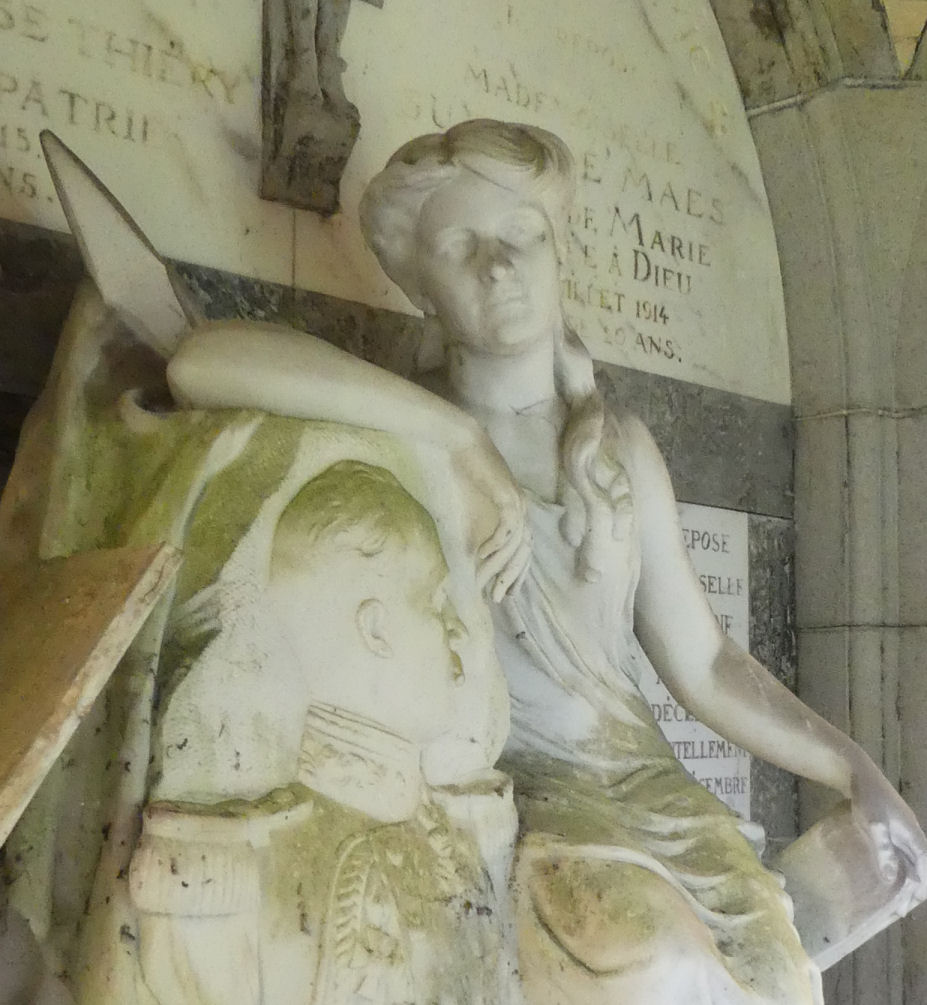
interieur van de grafkapel met pleureuse uit wit marmer

Albert Adrien Clément Maes (Schaarbeek, 28 mei 1859 - Sint-Gillis, 31 augustus 1915) was een Belgisch militair en hofdignitaris.
Maes was aan het hof werkzaam als vleugeladjudant van koning Albert I tussen 1910 en 1914. Hij was generaal-majoor der artillerie aan het begin van de Eerste Wereldoorlog en had de leiding over de Stelling van Antwerpen. Hij werd krijgsgevangen genomen na de val van Antwerpen in oktober 1914 en afgevoerd naar Güttersloh. Wegens ziekte werd hij vrijgelaten en gerepatrieerd naar België. Daar stierf hij korte tijd later.
Hij was gehuwd met Louise Thiéry, de zus van kanunnik Armand Thiéry. Het echtpaar verloor hun dochter Suzanne in 1914. Maes was geïnteresseerd in fotografie en was rond de eeuwwisseling lid van de Cercle photographique d'Ixelles.
Generaal Maes is begraven in neoromaanse grafkapel op de begraafplaats van Sint-Gillis. Deze kapel in arduin werd ontworpen door architect Maurice van Ysendyck (1917).

## Onderscheidingen
- Commandeur Kroonorde
- Officier Leopoldsorde
- Militair Kruis 1ste Klasse
- Regeringsmedaille van Koning Leopold II
- Commandeur Orde van de Eikenkroon (Luxemburg)
- Commandeur Orde van Oranje-Nassau (Nederland)
- Officier Legioen van Eer (Frankrijk)